# Быков, Олег Николаевич
Оле́г Никола́евич Бы́ков (15 октября 1926, Тула, РСФСР, СССР — 27 августа 2015, Москва, Российская Федерация) — советский и российский учёный, доктор исторических наук, член-корреспондент Российской академии наук.

## Биография
Выпускник МГИМО МИД СССР (1949).
- 1955—1959 — работал во Всемирном Совете мира (Вена),
- 1959—1964 — заместитель ответственного секретаря СКЗМ (Москва),
- 1964—1977 — старший научный сотрудник, главный исследователь, руководитель группы, заведующий отделом международных отношений ИМЭМО,
- 1977—1998 — заместитель директора ИМЭМО.

С 1998 г. — советник РАН.
Доктор исторических наук, профессор. Член-корреспондент АН СССР с 1987 года — Отделение экономики (мировая экономика, международные отношения).
В 1978—2005 гг. главный редактор «Международного ежегодника ИМЭМО — экономика и политика» (с 1992 г. — «Год планеты»).
Умер в 2015 году. Похоронен на Востряковском кладбище.

## Сочинения
Автор монографий:
- «Международные отношения. Трансформация глобальной структуры»;
- «Международная безопасность: прошлое, настоящее, будущее»;
- «Образ России как субъекта формирования современного мироустройства»,
- «Национальные интересы и внешняя политика»

## Награды, премии
Лауреат Государственной премии СССР. Награждён двумя орденами Трудового Красного Знамени, орденом «За заслуги перед Отечеством» IV степени (1999). Удостоен премии имени Е. В. Тарле РАН (2012) за монографию «Национальные интересы и внешняя политика».